# Parcoul
Parcoul est une ancienne commune du sud-ouest de la France, située dans le département de la Dordogne en région Nouvelle-Aquitaine, devenue le 1er janvier 2016 une commune déléguée au sein de la commune nouvelle de Parcoul-Chenaud.

## Géographie

### Communes limitrophes

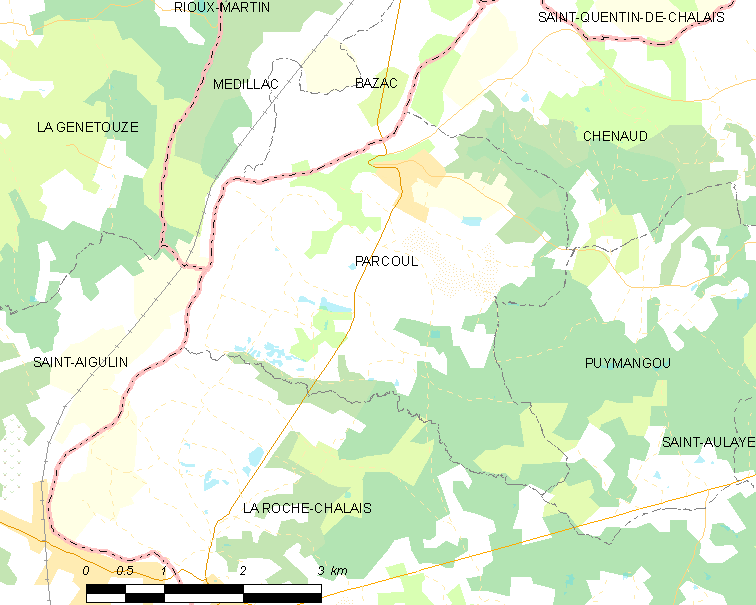
Carte de Parcoul et des communes avoisinantes en 2015, avant la création des communes nouvelles de Parcoul-Chenaud et de Saint Aulaye-Puymangou.

En 2015, année précédant la création de la commune nouvelle de Parcoul-Chenaud, Parcoul était limitrophe de six autres communes, dont deux dans le département de la Charente et une en Charente-Maritime.
| Médillac (Charente)               | Bazac (Charente) | Chenaud   |
| Saint-Aigulin (Charente-Maritime) | Parcoul          | Puymangou |
|                                   | La Roche-Chalais |           |

## Urbanisme

### Villages, hameaux et lieux-dits
Outre le bourg de Parcoul proprement dit, le territoire se compose d'autres villages ou hameaux, ainsi que de lieux-dits :
- les Barges
- Beaulieu
- les Beauvois
- Bel-Air
- Bois de Cure-Bourse
- Bois de la Grande Fosse
- le Bois de la Met
- Bois du Pacaud
- Bois de Toutifaut
- Boiteau
- les Bruelles
- la Cabane
- Chapeau
- la Charnie
- aux Charpes
- les Combes de Feuillevert
- Cure-Bourse
- au Fagnard
- les Faures
- Fayette
- Feuillevert
- Font des Barges
- Fontaine de Charnicot (ou Jarnicaud[2])
- le Fournet
- la Grange
- Laveyrat
- les Longis
- le Maine Neuf
- Maison Neuve
- le Moulin de Gendret
- le Moulin de Parcoul
- le Moulin de Pommier
- les Nauves
- le Pacaud
- le Paradou
- Petit Vaure
- Peynet
- la Pinière
- Plaisance
- la Pointe
- le Poirier
- Pommier
- le Reclaud de Viaud
- Tapon
- Vaure
- Veyssière
- chez Viaud.

## Toponymie
La commune de Parcoul est l'une des rares communes de la Dordogne de langue d'oïl (saintongeais),.

## Histoire
Lors de la création des départements français en 1790, la commune a d'abord brièvement fait partie de la Charente-Inférieure (l'actuelle Charente-Maritime) avant d'être rattachée par décret du 6 nivôse An III à la Dordogne.
Au 1er janvier 2016, Parcoul fusionne avec Chenaud pour former la commune nouvelle de Parcoul-Chenaud dont la création a été entérinée par l'arrêté du 14 décembre 2015, entraînant la transformation des deux anciennes communes en communes déléguées.

## Politique et administration

### Rattachements administratifs et électoraux
Dès 1790, la commune de Parcoul est rattachée au canton de Laroche Chalais qui dépend du district de Ribérac jusqu'en 1795, date de suppression des districts. Lorsque ce canton est supprimé par la loi du 8 pluviôse an IX (28 janvier 1801) portant sur la « réduction du nombre de justices de paix », la commune est rattachée au canton de Saint-Aulaye dépendant de l'arrondissement de Ribérac. Cet arrondissement est supprimé en 1926 et ses communes rattachées à l'arrondissement de Périgueux.
Dans le cadre de la réforme de 2014 définie par le décret du 21 février 2014, le canton de Saint-Aulaye disparaît aux élections départementales de mars 2015. La commune est alors rattachée électoralement au canton de Montpon-Ménestérol.

### Intercommunalité
En 2009, Parcoul intègre la communauté de communes du Pays de Saint-Aulaye.

### Administration municipale
La population de la commune étant comprise entre 100 et 499 habitants au recensement de 2011, onze conseillers municipaux ont été élus en 2014,. Ceux-ci sont membres d'office du  conseil municipal de la commune nouvelle de Parcoul-Chenaud, jusqu'au renouvellement des conseils municipaux français de 2020.

### Liste des maires
| Période                                  | Période       | Identité              | Étiquette | Qualité                                                                      |
| ---------------------------------------- | ------------- | --------------------- | --------- | ---------------------------------------------------------------------------- |
| Les données manquantes sont à compléter. |               |                       |           |                                                                              |
|                                          |               |                       |           |                                                                              |
| avant 1981                               | ?             | Serge Basset          |           |                                                                              |
|                                          |               |                       |           |                                                                              |
| juin 1995                                | décembre 2015 | Jean-Jacques Gendreau | DVG       | Exploitant agricole Conseiller général du canton de Saint-Aulaye (2001-2015) |

## Population et société

### Démographie
Les habitants de Parcoul se nomment les Parcoulois.
L'évolution du nombre d'habitants est connue à travers les recensements de la population effectués à Parcoul depuis 1793. À partir du XXIe siècle, les recensements des communes de moins de 10 000 habitants ont lieu tous les cinq ans (2004, 2009, 2014 pour Parcoul). Depuis 2006, les autres dates correspondent à des estimations légales. En 2015, dernière année en tant que commune indépendante, Parcoul comptait 422 habitants.
Au 1er janvier 2022, la commune déléguée de Parcoul compte 439 habitants.
| 1793 | 1800 | 1806 | 1821 | 1831 | 1836 | 1841 | 1846 | 1851 |
| ---- | ---- | ---- | ---- | ---- | ---- | ---- | ---- | ---- |
| 623  | 452  | 434  | 686  | 790  | 747  | 719  | 755  | 745  |

| 1856 | 1861 | 1866 | 1872 | 1876 | 1881 | 1886 | 1891 | 1896 |
| ---- | ---- | ---- | ---- | ---- | ---- | ---- | ---- | ---- |
| 774  | 760  | 712  | 671  | 690  | 705  | 738  | 687  | 691  |

| 1901 | 1906 | 1911 | 1921 | 1926 | 1931 | 1936 | 1946 | 1954 |
| ---- | ---- | ---- | ---- | ---- | ---- | ---- | ---- | ---- |
| 702  | 729  | 650  | 576  | 537  | 543  | 520  | 490  | 480  |

| 1962 | 1968 | 1975 | 1982 | 1990 | 1999 | 2004 | 2009 | 2014 |
| ---- | ---- | ---- | ---- | ---- | ---- | ---- | ---- | ---- |
| 474  | 432  | 421  | 377  | 363  | 411  | 363  | 363  | 418  |

| 2015 | - | - | - | - | - | - | - | - |
| ---- | - | - | - | - | - | - | - | - |
| 422  | - | - | - | - | - | - | - | - |

### Manifestations culturelles et festivités
Fête du village sur trois jours au mois d'août.

### Sports
Association sportive Parcoul-Chenaud (ASPC), club de football en association avec la commune voisine de Chenaud.

## Économie
Les données économiques de Parcoul sont incluses dans celles de la commune nouvelle de Parcoul-Chenaud.

## Culture locale et patrimoine

### Lieux et monuments
- L'église paroissiale Saint-Martin est romane et date du XIIe siècle. Elle a été remaniée aux XIVe et XIXe siècles. C'était un ancien prieuré bénédictin qui dépendait de l'abbaye de Charroux. Elle est inscrite aux monuments historiques depuis 1979[17],[18].

Église Saint-Martin
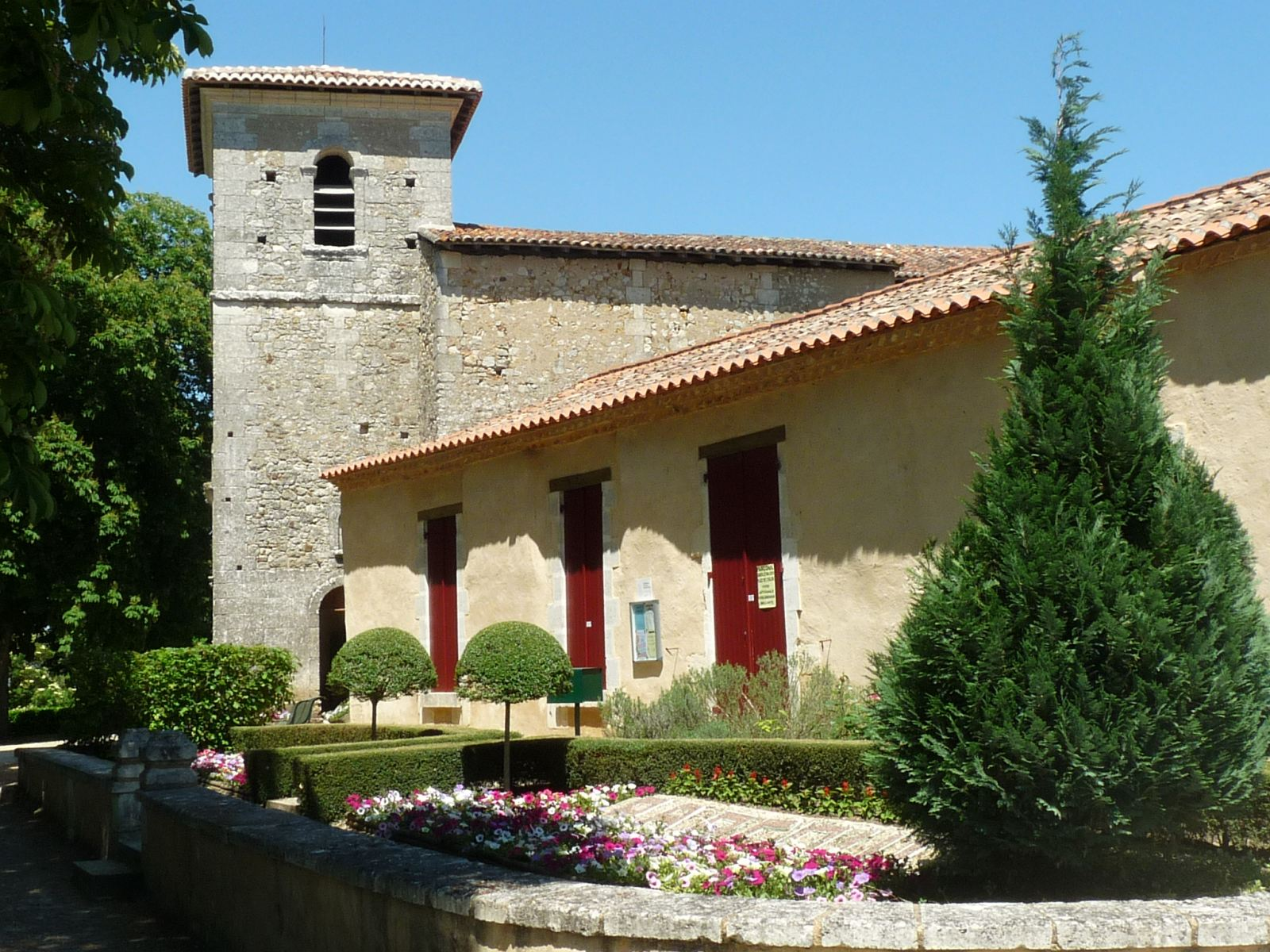
Vue générale.
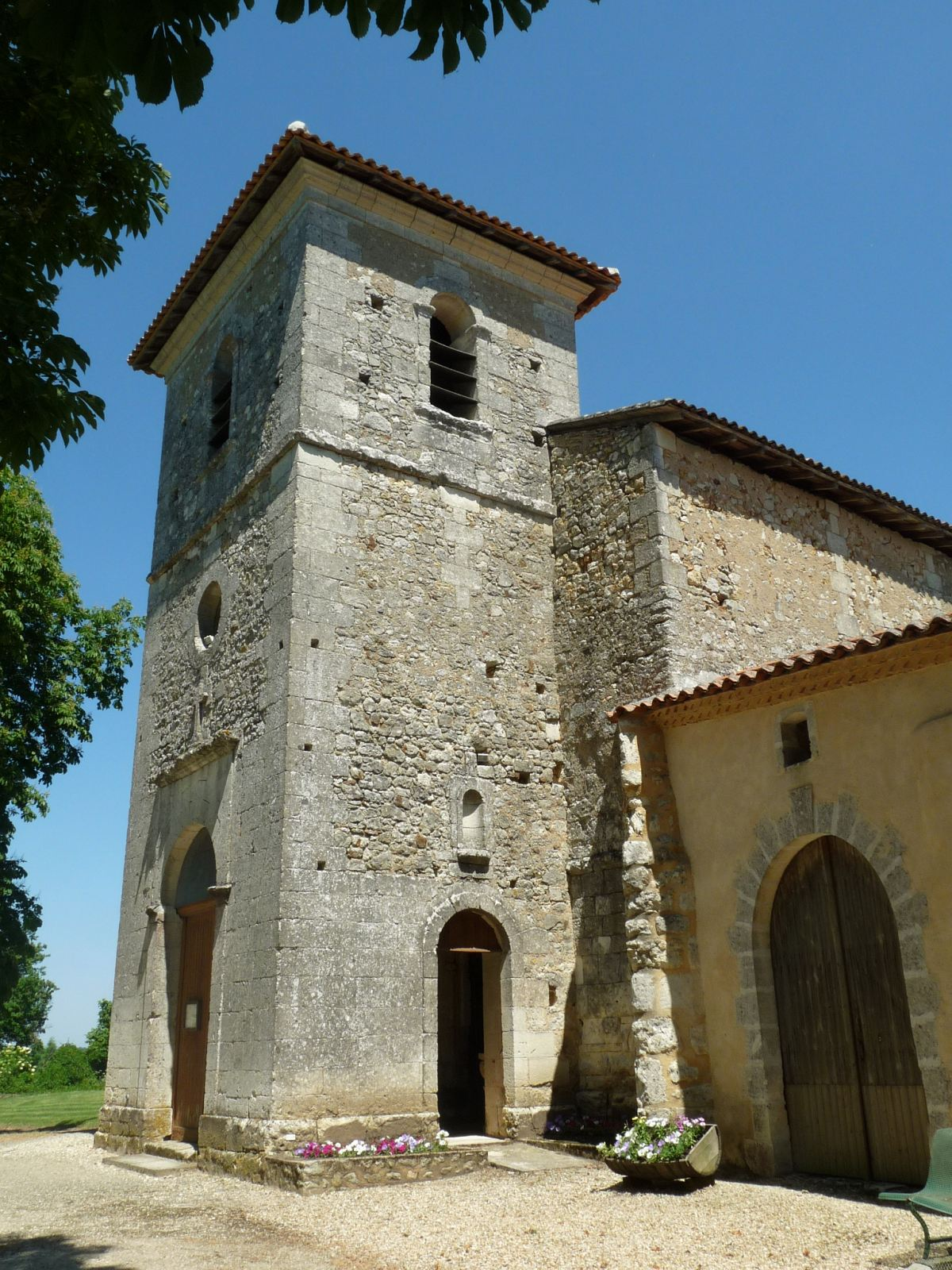
Le clocher.
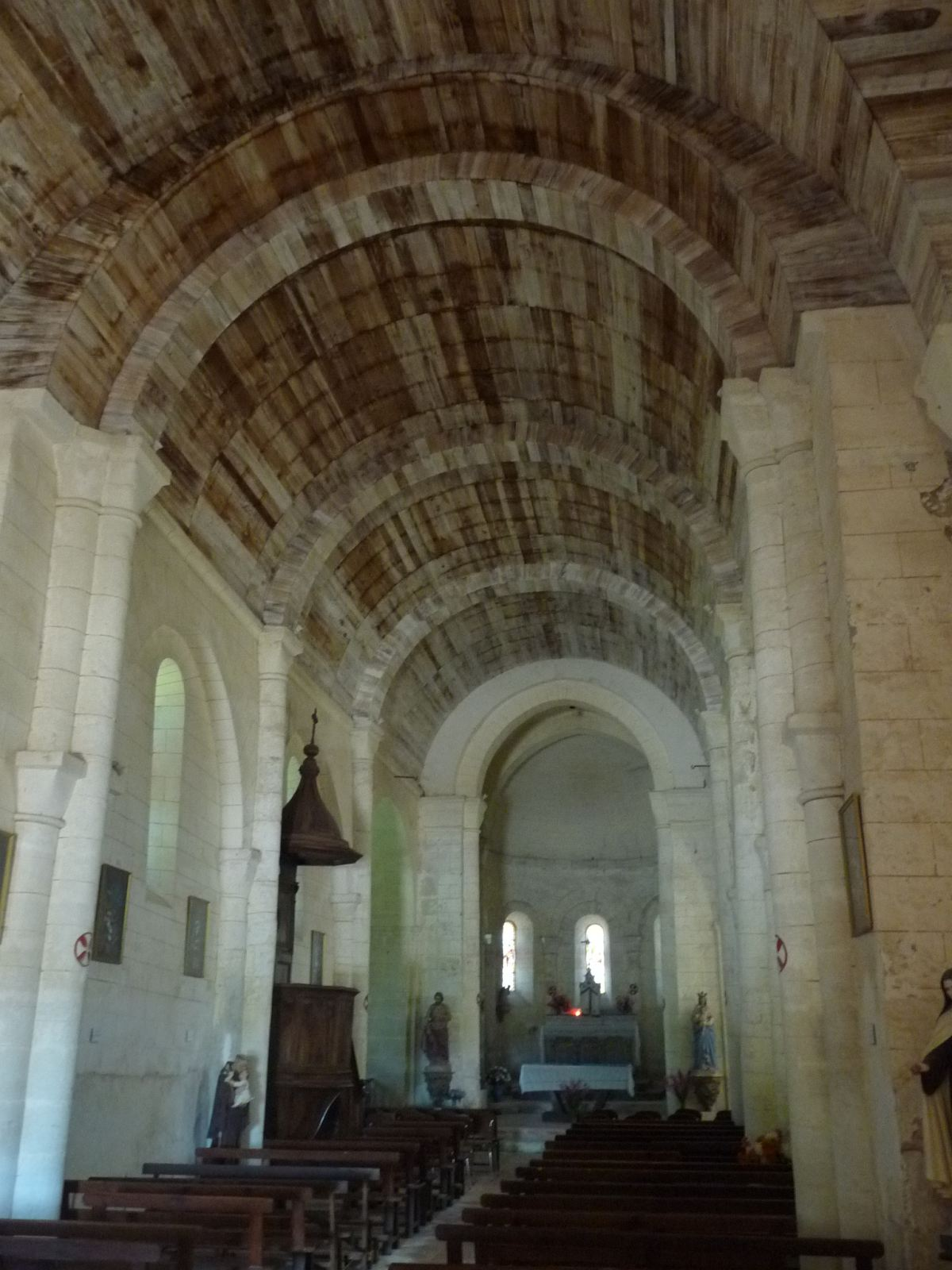
L'intérieur.

- Château de Parcoul, XVIe siècle, XVIIIe siècle[19].
- Monument de la Résistance - Jean Pinaud
- Cluzeau préhistorique

### Patrimoine naturel
Du nord-est au sud-ouest, dans toute sa traversée de la commune, la vallée de la Dronne est classée comme zone naturelle d'intérêt écologique, faunistique et floristique (ZNIEFF) de type II,.
Partagée avec la commune de La Roche-Chalais, la vallée du Rieu Nègre, ou Riou Nègre est, sur 388 hectares, un site inscrit depuis 1974 pour son intérêt pittoresque.

### Personnalités liées à la commune
- Jean Pinaud - Résistant (4e bataillon FTP camps Virolles/ agent SOE) originaire de Chalais assassiné à Parcoul en août 1944. Un monument commémore cet évènement sur le bord de l'ancienne route nationale.

### Héraldique
| Blason de Parcoul | Blason  | D’azur au château d’argent donjonné de trois tours, celle du milieu plus haute, accompagné de six fleurs de lis, deux surmontant les petites tours et deux rangées en pal sur chaque flanc, le corps du château chargé d’une rampe crénelée posée en barre aboutissant à senestre de la tour latérale et mouvant d’une terrasse de cinq coupeaux de sinople sur laquelle est posée le château. |
| Blason de Parcoul | Détails | Le statut officiel du blason reste à déterminer. |